# Ahmed Saad Osman
Ahmed Saad Osman (Benghazi, 7 de agosto de 1979) é um futebolista líbio que atua como atacante.

## Carreira
Ahmed Saad Osman representou o elenco da Seleção Líbia de Futebol no Campeonato Africano das Nações de 2012.